# Lista procesorów AMD Athlon
Niniejszy artykuł to lista procesorów AMD Athlon. Ma on charakter zbiorczy.

## Pierwsza generacja
Pierwszą generację procesorów Athlon tworzą APU oparte na mikroarchitekturze Zen.
| Model  | Branding      | Rdzenie (wątki) | Taktowanie (GHz) | Taktowanie (GHz) | Pamięć podręczna   | Pamięć podręczna  | Pamięć podręczna | Zintegrowany procesor graficzny | Zintegrowany procesor graficzny | TDP  | Obsługiwane pamięci RAM | Linie PCIe  | Segment rynku |
| Model  | Branding      | Rdzenie (wątki) | Bazowe           | Precision Boost  | L1                 | L2                | L3               | Model                           | Zegar                           | TDP  | Obsługiwane pamięci RAM | Linie PCIe  | Segment rynku |
| ------ | ------------- | --------------- | ---------------- | ---------------- | ------------------ | ----------------- | ---------------- | ------------------------------- | ------------------------------- | ---- | ----------------------- | ----------- | ------------- |
| 200GE  | Athlon        | 2 (4)           | 3,2              | —                | 192 KB (2 × 96 KB) | 1 MB (2 × 512 KB) | 4 MB (1 × 4 MB)  | Radeon Vega 3                   | 1000 MHz                        | 35 W | DDR4-2666 dual channel  | PCIe 3.0 ×6 | Entry level   |
| 220GE  | Athlon        | 2 (4)           | 3,4              | —                | 192 KB (2 × 96 KB) | 1 MB (2 × 512 KB) | 4 MB (1 × 4 MB)  | Radeon Vega 3                   | 1000 MHz                        | 35 W | DDR4-2666 dual channel  | PCIe 3.0 ×6 | Entry level   |
| 240GE  | Athlon        | 2 (4)           | 3,5              | —                | 192 KB (2 × 96 KB) | 1 MB (2 × 512 KB) | 4 MB (1 × 4 MB)  | Radeon Vega 3                   | 1000 MHz                        | 35 W | DDR4-2666 dual channel  | PCIe 3.0 ×6 | Entry level   |
| 300GE  | Athlon        | 2 (4)           | 3,4              | —                | 192 KB (2 × 96 KB) | 1 MB (2 × 512 KB) | 4 MB (1 × 4 MB)  | Radeon Vega 3                   | 1100 MHz                        | 35 W | DDR4-2666 dual channel  | PCIe 3.0 ×6 | Entry level   |
| 3000G  | Athlon        | 2 (4)           | 3,5              | —                | 192 KB (2 × 96 KB) | 1 MB (2 × 512 KB) | 4 MB (1 × 4 MB)  | Radeon Vega 3                   | 1100 MHz                        | 35 W | DDR4-2666 dual channel  | PCIe 3.0 ×6 | Entry level   |
| 3050GE | Athlon Silver | 2 (4)           | 3,4              | —                | 192 KB (2 × 96 KB) | 1 MB (2 × 512 KB) | 4 MB (1 × 4 MB)  | Radeon Vega 3                   | 1100 MHz                        | 35 W | DDR4-2666 dual channel  | PCIe 3.0 ×6 | Entry level   |

## Druga generacja
Drugą generację procesorów Athlon tworzą APU oparte na mikroarchitekturze Zen+.
| Model  | Branding    | Rdzenie (wątki) | Taktowanie (GHz) | Taktowanie (GHz)  | Pamięć podręczna   | Pamięć podręczna  | Pamięć podręczna | Zintegrowany procesor graficzny | Zintegrowany procesor graficzny | TDP  | Obsługiwane pamięci RAM | Linie PCIe  | Segment rynku |
| Model  | Branding    | Rdzenie (wątki) | Bazowe           | Precision Boost 2 | L1                 | L2                | L3               | Model                           | Zegar                           | TDP  | Obsługiwane pamięci RAM | Linie PCIe  | Segment rynku |
| ------ | ----------- | --------------- | ---------------- | ----------------- | ------------------ | ----------------- | ---------------- | ------------------------------- | ------------------------------- | ---- | ----------------------- | ----------- | ------------- |
| 3150GE | Athlon Gold | 4 (4)           | 3,3              | 3,8               | 384 KB (4 × 96 KB) | 2 MB (4 × 512 KB) | 4 MB (1 × 4 MB)  | Radeon Vega 3                   | 1100 MHz                        | 35 W | DDR4-2933 dual channel  | PCIe 3.0 ×6 | Entry level   |
| 3150G  | Athlon Gold | 4 (4)           | 3,5              | 3,9               | 384 KB (4 × 96 KB) | 2 MB (4 × 512 KB) | 4 MB (1 × 4 MB)  | Radeon Vega 3                   | 1100 MHz                        | 65 W | DDR4-2933 dual channel  | PCIe 3.0 ×6 | Entry level   |